# Panimerus
Panimerus és un gènere d'insectes dípters pertanyent a la família dels psicòdids present a Amèrica del Nord (Washington, Califòrnia, Utah i Carolina del Nord), Europa (com ara, Irlanda, la Gran Bretanya, França, Bèlgica, els Països Baixos, Suïssa, Alemanya, Dinamarca, Itàlia -incloent-hi Sardenya-, Hongria, els territoris de les antigues República Federal Socialista de Iugoslàvia i Txecoslovàquia, i Rússia), l'Àfrica del Nord (Algèria), el Líban, Israel, l'Índia (Himachal Pradesh) i les illes Seychelles.